# جان ریمر
جان ریمر (انگلیسی: John Rimmer; ۲۷ آوریل ۱۸۷۸ – ۶ ژوئن ۱۹۶۲) دونده دو استقامت اهل بریتانیا بود.